# Districte de Wernigerode
Wernigerode —Landkreis Wernigerode de— fou un districte (landkreis) a l'oest de l'estat federal de Saxònia-Anhalt (Alemanya). Els territoris veïns al nord són el districte de Halberstadt, a l'est el districte de Quedlinburg, al sud el districte de Nordhausen a Turíngia i a l'oest el de Goslar a la Baixa Saxònia. Al territori del districte es troba la presa Rappbode-Talsperre. Al sud-oest del districte es té la muntanya del Brocken, que forma part del massís del Harz.

## Demografia i divisió administrativa
(Habitants a 30 de juny de 2005)

### Ciutats/municipis
1. Elbingerode (Harz), Stadt (5.706)
2. Wernigerode, Stadt (34.209)

### Agrupacions administratives
¤ Ubicació de l'administració
| - 1. Verwaltungsgemeinschaft Blankenburg 1. Blankenburg (Harz), Stadt ¤ (15.896) 2. Cattenstedt (740) 3. Heimburg (956) 4. Hüttenrode (1.224) 5. Timmenrode (1.098) 6. Wienrode (891) - 2. Verwaltungsgemeinschaft Brocken-Hochharz 1. Allrode (715) 2. Altenbrak (386) 3. Benneckenstein (Harz), Stadt (2.236) 4. Elend (544) 5. Hasselfelde, Stadt ¤ (3.148) 6. Schierke (733) 7. Sorge (132) 8. Stiege (1.199) 9. Tanne (717) 10. Treseburg (99) | - 3. Verwaltungsgemeinschaft Ilsenburg (Harz) 1. Darlingerode (2.301) 2. Drübeck (1.544) 3. Ilsenburg (Harz), Stadt ¤ (6.334) - 4. Verwaltungsgemeinschaft Nordharz 1. Abbenrode (935) 2. Derenburg, Stadt (2.677) 3. Heudeber (1.276) 4. Langeln (1.124) 5. Reddeber (876) 6. Schmatzfeld (349) 7. Stapelburg (1.390) 8. Veckenstedt ¤ (1.488) 9. Wasserleben (1.529) |